# ACiD Productions

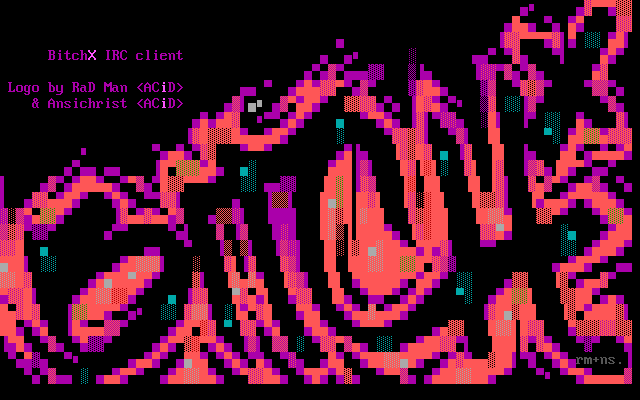
Logo BitchX ANSI par RaD Man et Ansichrist.

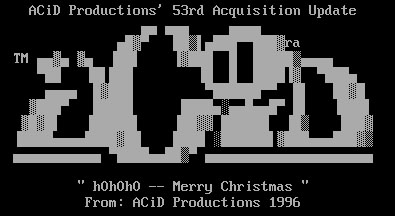
53rd Acquisition

ACiD Productions (ACiD) est un groupe artistique et numérique underground. Fondé en 1990, le groupe était à l'origine spécialisé dans le graphisme ANSI pour les BBS. Plus récemment, ils ont étendu leur domaine d'application vers d'autres médias graphiques et vers le développement d'applications.

## Histoire
ACiD Productions était à l'origine formé en 1990 en tant que ANSI Creators in Demand ("Créateurs d'ANSI en demande") par cinq membres: RaD Man, Shadow Demon, Grimm, The Beholder, et Phantom. Leur travail était à l'origine centré sur le graphisme ANSI et ASCII, mais plus tard, le groupe s'est tourné vers d'autre médias artistiques tels que la composition de musique ("tracking"), la programmation de démos, et le développement d'applications multimédia (tels que des visualisateurs d'images).
Au milieu des années 1990, ACiD créa des groupes annexes responsables de chacune de ces branches. Par exemple, Remorse est le sous-label officiel d'ACiD responsable du graphisme ASCII et de tous les autres domaines d'illustration basés sur le mode texte. De la même façon, pHluid est dédié à la composition de musique et à la production musicale en général.
Aujourd'hui, ACiD se concentre en grande partie sur la préservation de l'histoire de l'art numérique, sur des radios d'informations, et sur la vente de leur archive DVD de la scène graphisme ("artscene"). En 2014, Acid Productions sponsorise la demoparty annuelle Evoke.